# Melina Kunkel
Melina Kunkel (* 1. Juli 2006) ist eine deutsche Fußballspielerin. Seit dem 1. Juli 2023 ist sie Vertragsspielerin von Werder Bremen.

## Karriere

### Vereine
Kunkel gehört seit ihrem siebten Lebensjahr Werder Bremen an, zuletzt der B-Jugendmannschaft von 2020 bis 2023, für die sie in der Staffel Nord/Nordost der B-Juniorinnen-Bundesliga 15 Tore in insgesamt 29 Punktspielen erzielte.
Zur Saison 2022/23 rückte sie in die erste Mannschaft auf. Infolge eines sich am 22. November 2022 zugezogenen Kreuzbandrisses verpasste sie ihre Premierensaison in der Bundesliga. Erst zum Saisonauftakt am 16. September 2023, beim 5:1-Sieg im Auswärtsspiel gegen den Aufsteiger 1. FC Nürnberg mit Einwechslung für Nina Lührßen in der 78. Minute, gab sie ihr Pflichtspieldebüt für die erste Mannschaft und kam so zu ihrer Bundesligapremiere. Ihr erstes Tor in der höchsten Spielklasse erzielte sie am 14. Oktober 2023 (4. Spieltag) beim 3:0-Sieg im Heimspiel gegen den 1. FC Köln mit dem Treffer zum Endstand in der Nachspielzeit.

### Auswahl-/Nationalmannschaft
Kunkel kam als Spielerin der Auswahlmannschaft der Altersklassen U14 (2019) und U16 (2022) des Bremer Fußball-Verbandes in insgesamt sieben Turnierspielen des Wettbewerbs um den DFB-Länderpokal an der Sportschule Wedau in Duisburg zum Einsatz. Am Ende ihres zweiten Turniers belegte sie den dritten Platz mit ihrer Mannschaft.
Als Nationalspielerin debütierte sie in der U16-Nationalmannschaft, die am 19. Mai 2022 in Basel das in Freundschaft ausgetragene Länderspiel gegen die Schweizer U16-Nationalmannschaft mit 0:1 verlor. Ihr zweites Länderspiel fand am 11. Juni 2022 in Nordhorn gegen die U16-Nationalmannschaft der Niederlande statt und endete 1:1 unentschieden.

## Erfolge
- DFB-Pokal-Finalistin: 2024/25 (mit Werder Bremen; ohne Einsatz)
- Dritter Platz U16-DFB-Länderpokal 2022